# Voitures « brochet » de la Deutsche Reichsbahn
Pour les articles homonymes, voir Brochet (homonymie).
Les voitures « brochet » de la Deutsche Reichsbahn sont des voitures pour trains rapides (en allemand : Schnellzugwagen) des types 1921 à 1926, souvent surnommés « brochets » (en allemand : Hechtwagen). Elles constituent la première série série de voitures métalliques pour trains rapides mises en service par la Deutsche Reichsbahn (chemins de fer allemands) à partir de 1921. Leur surnom provient de la disposition particulière de leurs flancs avec une section en oblique aux extrémités.
La Mitropa a également fait construire des voitures-lits directement dérivées de celles de la DRG et la Deutsche Reichpost a construit quelques voitures postales à faces biseautées.

## Histoire
Après avoir dû commander dans l'urgence une série de voitures copiées ou inspirées sur les modèles des anciennes compagnies — appelées Länderbahnen (en) — les Deutsche Reichseisenbahnen mettent au point une série de voitures entièrement métalliques (sauf le toit)[réf. nécessaire] en vue de les utiliser sur les trains rapides (directs) ou internationaux dans tout le réseau et de compléter ou remplacer un parc de voitures fatiguées dont une série de types en bois. Il s’agit de voitures à bogies avec une intercirculation.
La forme caractéristique de ces voitures à voyageurs est le résultat de recherches aérodynamiques : leurs faces lisses en biseau offraient moins de prise au vent en circulant sur des courbes que les voitures classiques, aux portes disposées en retrait, parallèles à l'axe de la voie avec des marchepieds saillants.
Les voitures produites en 1926 et après sont une génération à part qui préfigure les voitures type 1928 à 1934. Elles introduisent un châssis plus long, un toit aux extrémités rectangulaire débordant par dessus les portières et, sur certains exemplaires, les bogies Görlitz à grand empattement.
À partir de 1928, la DRG produira des voitures plus classiques, aux extrémités à angle droit avec des portes d'accès en retrait.

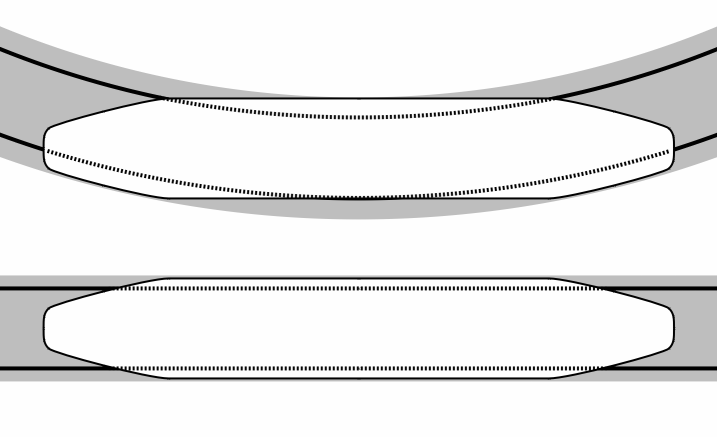
Aérodynamique des voitures brochet.

## Versions

### Voitures à places assises
La première livraison a lieu en 1921 et ne comporte que des voitures de troisième classe (C4ü-21 et 21a) mises au point l'année précédente. Elles sont aménagées avec neuf compartiments de huit places et un demi de quatre places avec une toilette à chaque extrémité. Les C4ü-21, -21a, 22, 22a et 23 dont la construction s'échelonne jusqu'en 1925 portent l'effectif total de ces voitures de 3e classe à 91 exemplaires.
En 1922, une petite série de 15 voitures avec huit compartiments de 6 places de 2e classe (B4ü-22) est créée en vue de circuler sur les trains express spéciaux de la Hamburg-Amerika-Linie reliant Berlin au port de Cuxhaven près de Hambourg où embarquent les paquebots vers le continent américain. Les six A4ü-23 (sept compartiments de première) apparues l'année suivante sont prévues pour les mêmes trains.
Sur le reste du réseau, il était de coutume jusque dans les années 1950 d'utiliser des voitures mixtes 1re/2e classe voire combinant les trois classes afin de ne pas proposer trop de places de 1re par rapport à la demande. Les brochets de première génération auront la répartition suivante : un demi compartiment de 2e classe (3 places), deux de 6 places, deux compartiments de première classe (plus grands, au centre) et trois autres entiers de 2e. Après sept prototypes livrés en 1923 (AB4ü-23b), 93 autres sont fournies de 1924 à 1925. Le ratio entre les voitures des classes supérieures et celles de 3e classe s'explique par la composition des trains directs à l'époque comportant relativement peu de places de 3e classe[réf. nécessaire].
Les voitures livrées à partir 1926 appartiennent à une génération nouvelle au châssis plus long. Les fenêtres sont plus carrées et une partie de la série reçoit des bogies Görlitz II à grand empattement. La forme des toitures a également changé : elle ne suit plus les murs diagonales aux extrémités mais continue en surplomb. L’aménagement intérieur est plus moderne (mais toujours avec des banquettes de bois en 3e classe et les portes d'intercirculation sont coulissantes au lieu de celles à battants pivotant vers l'intérieur (et verrouillées en position ouverte lorsque deux voitures sont couplées).
Les séries suivantes ont été commandées :
- vingt A4ü-26 pour des trains "paquebots", livrées en 1926-27 ; le nombre de places assises passera par la suite de 42 à 28 et une partie troquera ses bogies Pennsylvania contre des Görlitz II en 1932 ;
- vingt AB4ü-26 et dix AB4ü-26a avec huit compartiments (les deux de 1re classe au centre) livrées en 1927-28 ; les AB4ü-26 avaient des bogies Pennsylvania et l'une des AB4ü-26a (numéro 11 331) expérimentait des bogies développés par M.A.N. ;
- 92 C4ü-26 et huit C4ü-26a à bogies Görlitz ; les deux séries avaient huit compartiments de 3e classe ; elles ont été livrées de 1927 à 1928.

Ce sont les dernières « brochets » commandés par les chemins de fer allemands. Les voitures des types 1928 à 1934 reprendront quasi à l'identique l'intérieur et les longs-pans de la caisse mais s'en distingueront par la prolongation des parois au-delà de chaque toilette avec un rétrécissement classique (quasiment à angle droit) pour installer les portières parallèlement à la voie.

### Voitures-lits
En 1920, la Mitropa ne possède que des voitures d'avant-guerre partiellement en bois reposant souvent sur six essieux. Sa première commande consiste en une série de dix voitures-lits de troisième classe — les WLC4ü-21 — offrant 12 (demi-) compartiments de trois lits chacun. Le lit du milieu se repliait en position de jour et le lit inférieur était une banquette en bois sur laquelle reposait un matelas paillasse. Aux exemplaires livrés en 1921 s'ajoutent douze supplémentaires en 1923-1924. Elles seront les seules voitures-lits de 3e classe en Allemagne jusqu'à la transformation en 1926 de voitures-lits anciennes des classes supérieures soit en voitures de 30 lits de 3e classe, soit en voitures "universelles" avant la lettre que le personnel aménageait en fonction des besoins. Le confort spartiate des WLC4ü les reléguera à une utilisation occasionnelle dans des trains d'agence jusqu'à la déclaration de guerre où elles sont reclassées comme "voitures-couchettes". Celles encore réparables se trouvant dans les zones à l'ouest du rideau de fer seront rénovées comme voitures-lits de 3e (puis 2e classe) et utilisées par la Deutsche Schlafwagen- und Speisewagengesellschaft (de) (DSG) sur des trains de nuit jusqu'en 1961-1964 avant de finir leur vie comme voitures de cantonnement sur des trains de chantiers.
Les WL4ü-23 et -23a sont des voitures mixtes 1re et 2e classe (10 places de première ou 20 de seconde) avec des compartiments dont la cloison oblique pouvait laisser une ouverture pour créer une chambre double. À leurs débuts, les dix WL4ü-23 servaient sur des trains domestiques (Berlin - Frankfort et Berlin - Cologne) tandis que les vingt WL4ü-23 étaient surtout employées sur des trains internationaux vers la Scandinavie.
La WL4ü-24 est un prototype à couloir central avec des cabines individuelles de part et d'autre comme les sleeperettes (en) inventées par la suite outre-Atlantique. Elle innove également de par sa longueur de 23,5 m. Son aménagement intérieur ne satisfaisant pas, elle est transformée avec des chambres ordinaires.
Les vingt-deux WL4ü-26 sont les dernières voitures-lits à employer la forme « brochet ». Comme les voitures de jour apparues en 1926, elles sont plus longues, portant le nombre maximal de voyageurs à 22, et préfigurent fortement la nouvelle génération de voitures apparue en 1928. Celles que l'Allemagne de l'Ouest pourra récupérer ont été transformées vers 1950 en voitures universelles à 30 lits maximum et ne disparaîtront pas avant 1973/74, soit en même temps que les voitures-lits construites durant les années 1930.

### Fourgons et voitures postales
Du temps des Chemins de fer prussiens (KPEV), une série 330 de fourgons à parois diagonales aux extrémités avait été construite pour le transport des bagages : les Pw4ü Pr10, Pw4 pr16 et Pw4ü Pr16 (la production de cette dernière série, entièrement métallique, se poursuit jusqu'en 1922).
En 1923, la DRG se fait livrer une petite série de 10 fourgons pour trains rapides calqués sur les voitures-brochets du type 1923. Ils sont aménagés avec deux grandes portes coulissantes pour les marchandises et un compartiment de service avec vigie à une extrémité (il est au centre pour les brochets KPEV). La caisse est plus courte que les voitures à voyageurs et les bogies sont d'un type prussien. Il faudra attendre la série 1928 pour que la DRG commande en masse de nouveaux fourgons plus modernes.
Pour le transport de courrier à grande vitesse, la Deutsche Reichpost commande entre 1914 et les années 1920 la série des Post4ü a/17,3 (volume de 17,3 m3) : voitures à intercirculation dotés de bogies Pennsylvania. En 1926 et 1927, elle commande deux séries supplémentaires de 20 m3 à châssis long proches des voitures à voyageurs contemporaines. Les Post4ü a/20 série 1927 sont chaussées de Görlitz II.

## Voitures similaires en Europe
La construction aérodynamique à pans coupés n'est pas exclusive aux chemins de fer allemands. Plusieurs réseaux européens ont construit des voitures s'en inspirant.

### Allemagne (boîtes à tonnerre)
Entre 1923 et 1928, la DRG fait construire des fourgons à bagages à deux essieux associés aux voitures métalliques pour trains locaux et omnibus surnommées « boîte à tonnerre » (en allemand : Donnerbüchsen). Alors que les voitures à voyageurs ont des extrémités à angle droit, souvent à plates-formes ouvertes, ces fourgons (287 Pwi-23 et 77 Pwi-27) ont l'extrémité du côté de la vigie en biseau avec une arête horizontale à la base du toit en tous points identiques aux extrémités des fourgons « brochets » grandes lignes du type 1923. Les fourgons d'avant-guerre à trois essieux, sans intercirculation, avaient déjà une paroi anguleuse, moins prononcée, sous la vigie.

### Pologne

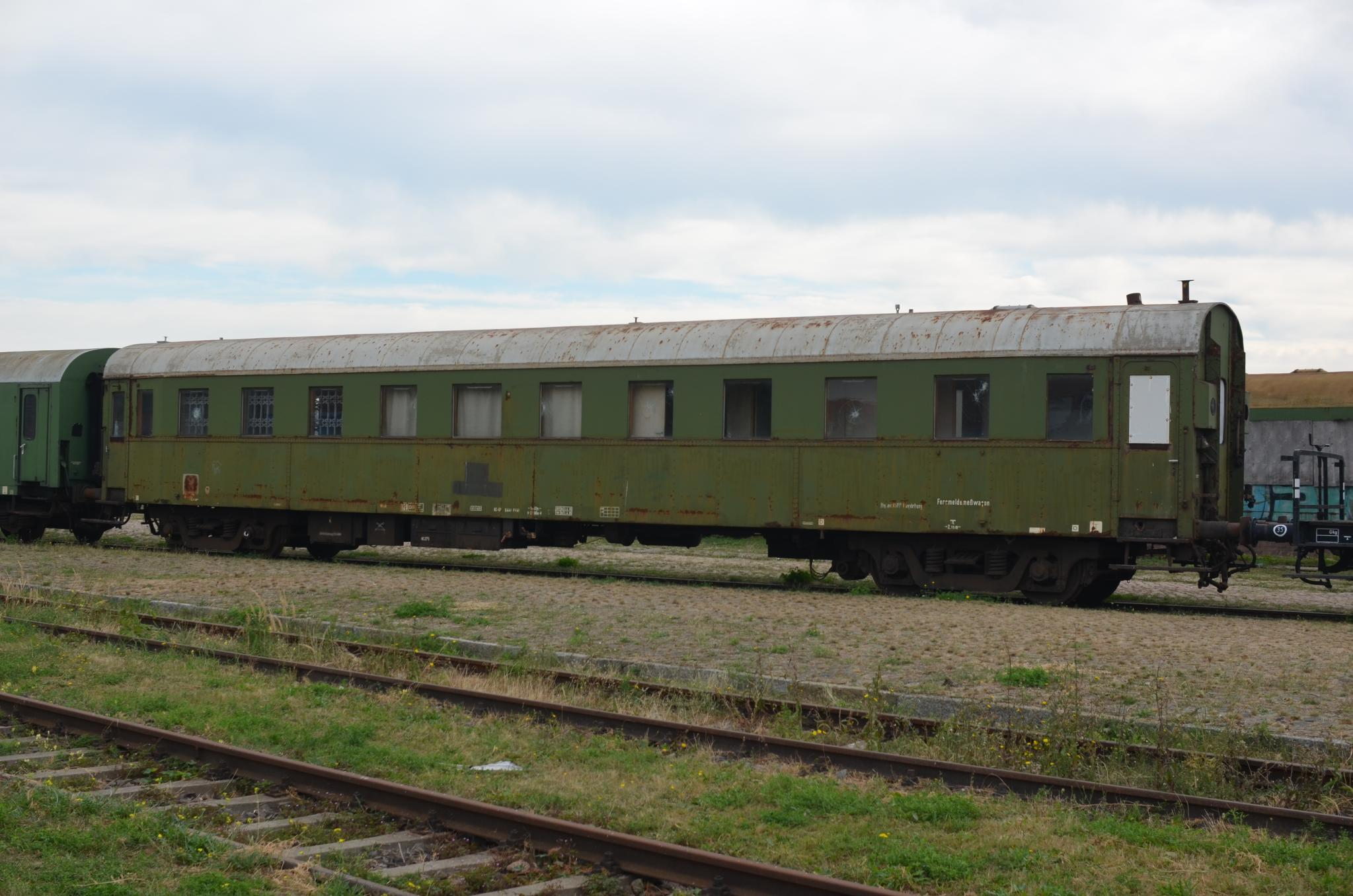
Ancienne brochet PKP en attente de restauration en Allemagne.

Les Chemins de fer polonais (PKP) avaient hérité de matériel en bois des anciennes administrations autrichienne, russe et prussienne et entreprirent de construire des voitures métalliques pour trains express à la fin des années 1920.
Leurs voitures partagent la forme fuselée des « brochets » allemandes de la série DR26 mais il s'agit d'un modèle différent, au châssis légèrement plus long et la toiture adopte les mêmes pans-coupés que la caisse avec une arête de toit horizontale ce qui ne se retrouve sur aucun matériel allemand. Au-moins 1053 ont été construites de 1928 à 1943 dont 924 voitures ordinaires à places assises. Elles sont assemblées à l'aide de rivets sauf les dernières générations qui feront recours à la soudure.
L'occupant allemand accaparera la plus grande majorité lors de l'invasion de la Pologne puis de la campagne contre l'Union soviétique et celles se trouvant en Allemagne de l'Ouest et en France en 1945 n'ont pas été restituées. La Deutsche Bundesbahn en utilisera aux années 1970 et les PKP utiliseront les leurs (aux côtés de matériel allemand confisqué) jusqu'à la fin des années 80.
Plusieurs sont préservées en Allemagne et en Pologne.

### Danemark
Les Danske Statsbaner (DSB) ont possédé plusieurs séries de voitures pour trains rapides s'inspirant du matériel allemand. En 1927, 1928 et 1930, ils prennent livraison de 55 voitures de 3e classe et sept voitures mixtes 2e et 3e classe. Ce qui les rend uniques est leur construction en bois avec des parois extérieures en lambris apparents et non peints. Depuis les années 1910, les Chemins de fer Danois utilisaient cette formule sur une série de matériels neufs au lieu du bois recouvert d'une couche de tôle ; elles sortent d'usine alors que les autres réseaux ont abandonné la construction à structure en bois dès le milieu des années 1920.
Les secondes, classées dans la série BP, deviennent des AR (18 places de 1re et 40 de seconde) avec la disparition de la 3e classe en 1939. Celles de 3e classe (72 places) font partie de la série CM qui regroupe aussi d'autres voitures à bogies à couloir latéraux. Toutes sont radiées à la fin des années 1960, l'une d'entre-elles est préservée.

### Hongrie
Les chemins de fer Hongrois (MÁV) ont fait construire durant l'entre-deux-guerres, des voitures métalliques à voyageurs reprenant la même structure en biseau. Une voiture mixte 1re/2e classe construite par Ganz en 1927 et une de 3e classe à couloir central de 1926 sont préservées et utilisées lors de parcours spéciaux.

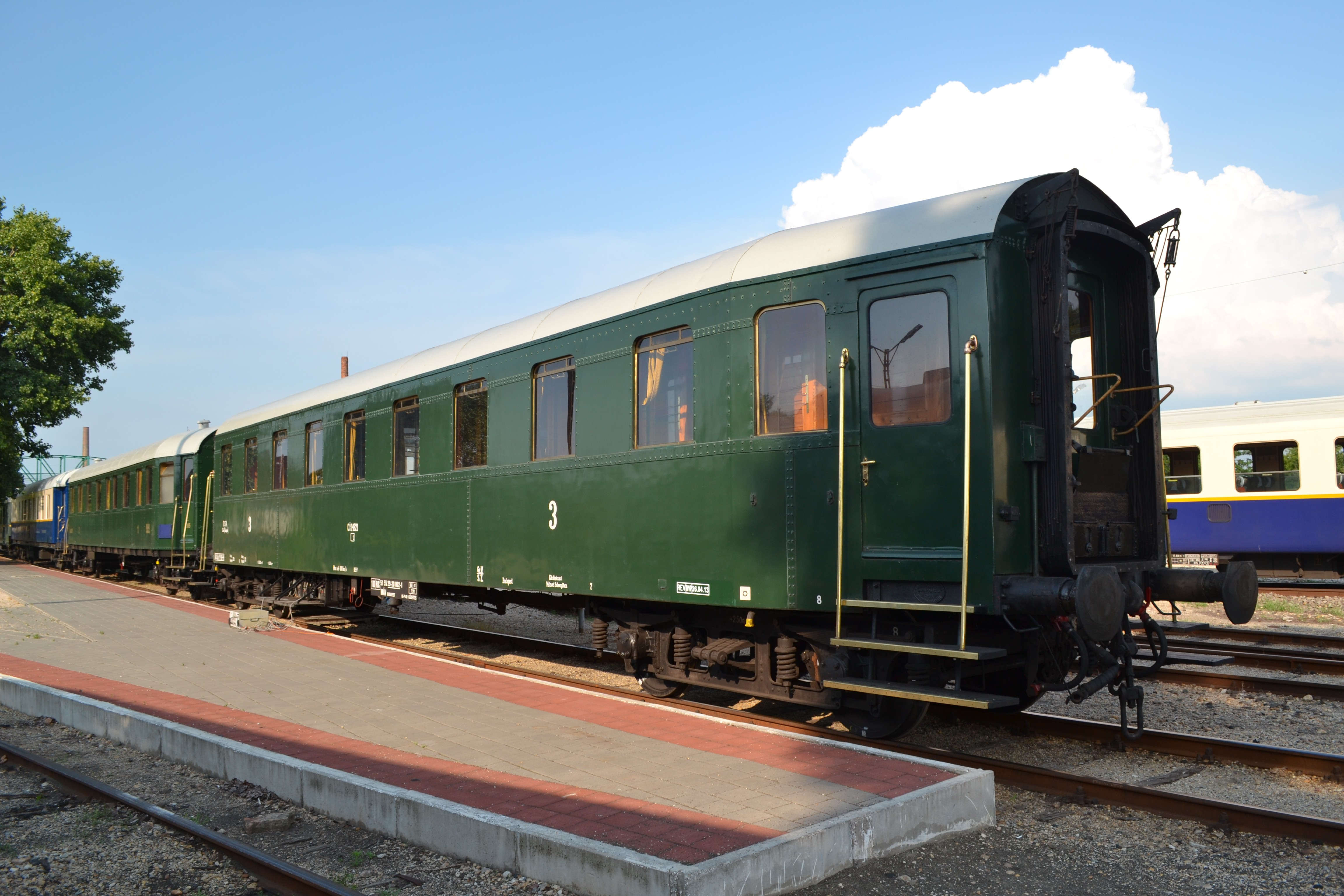
Voiture de 3e classe...
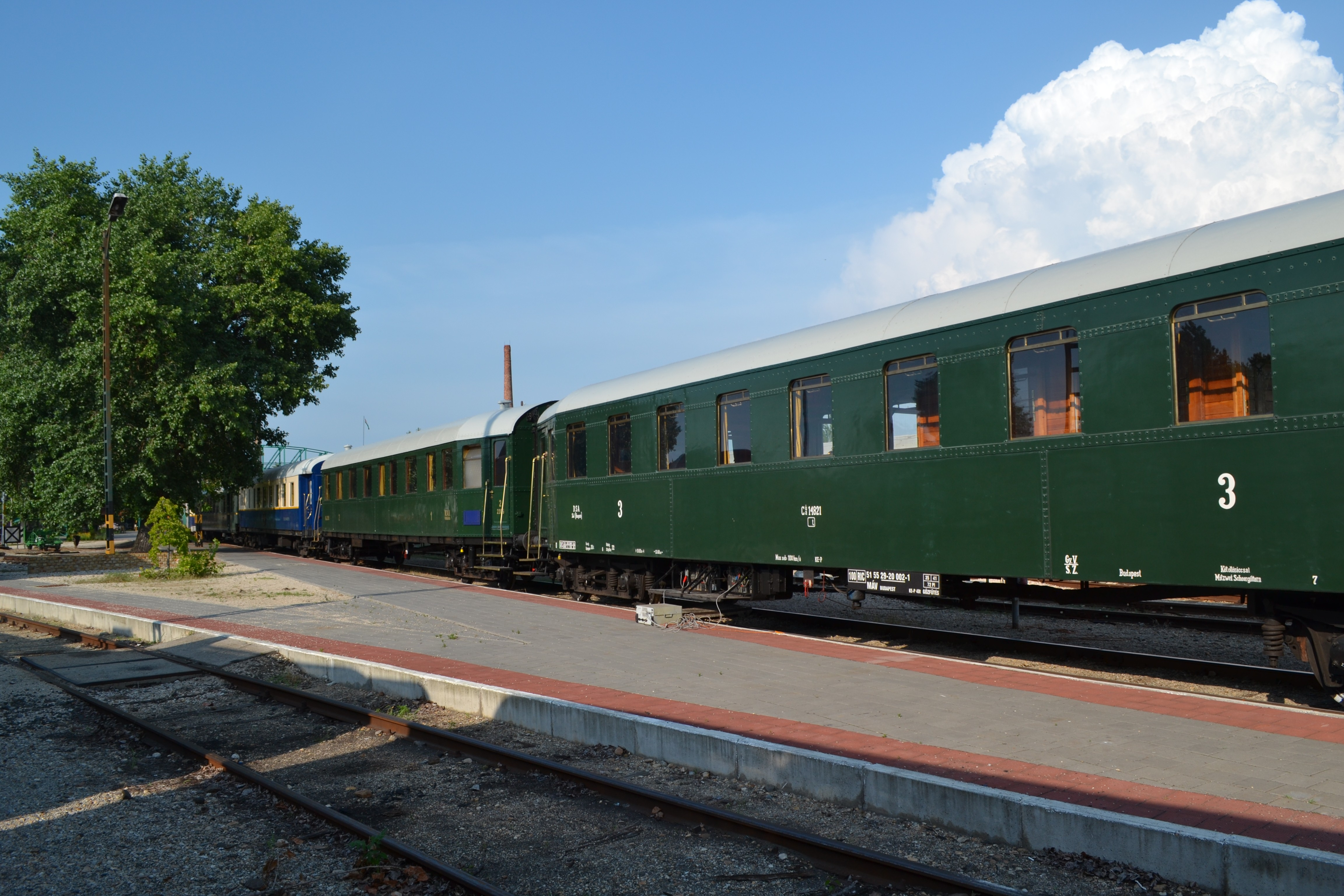
couplée à une mixte 1re et 2e classe.
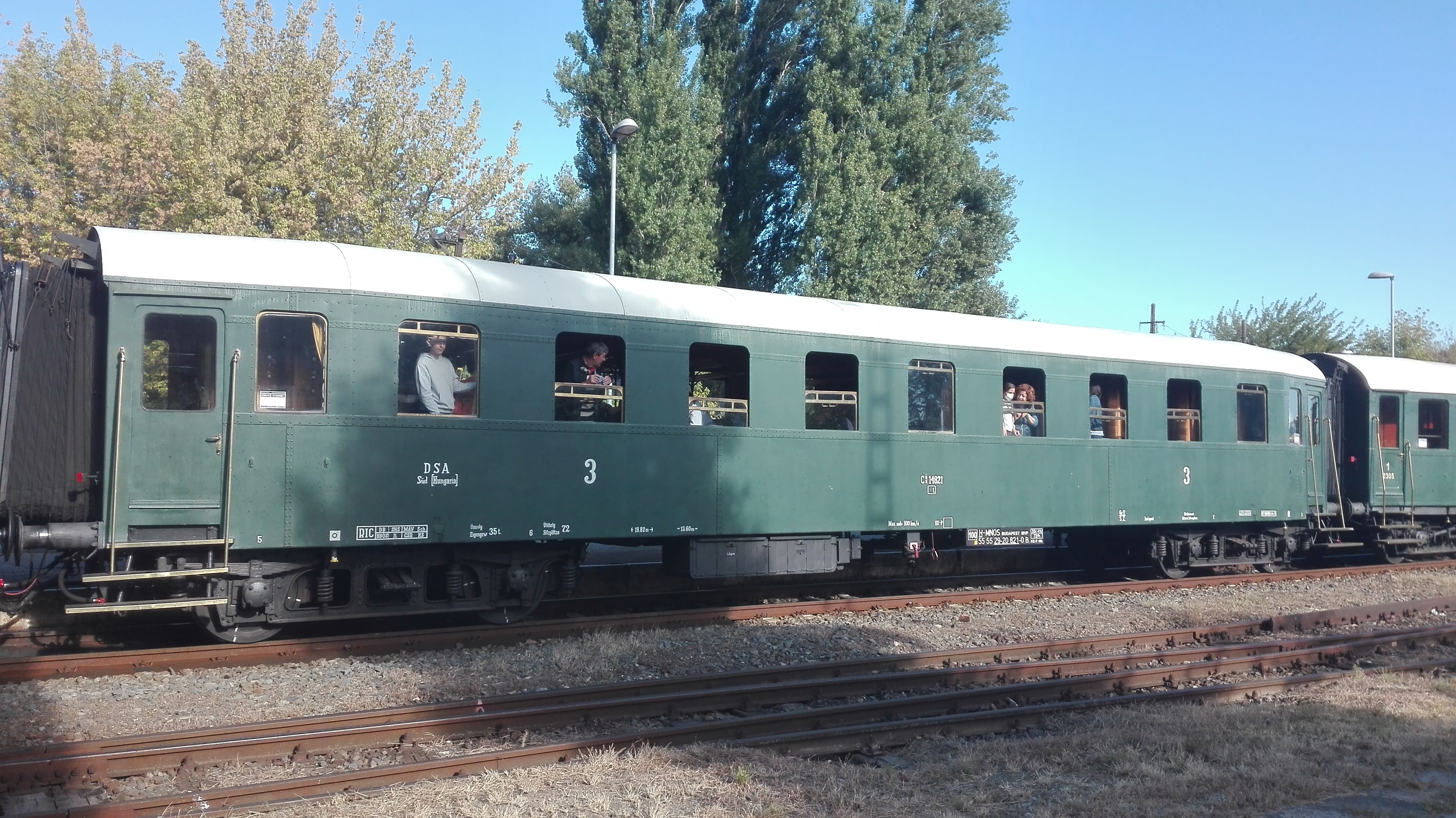
Ces deux voitures sont utilisées par MÁV Nosztalgia.

### Suède
En 1926, la compagnie privée OKB (Ostkustbanan) exploitant la ligne de Côte-Est a fait construire deux séries de voitures brochets métalliques en Allemagne par la Gothaer Waggonfabrik A.G. : neuf voitures mixtes 2e et 3e classe (numérotées BCo 51-59) et huit de troisième classe (Co 81-88) auxquelles se rajoutent deux voitures-restaurants assemblées en Suède, une première en cette matière. L'intérieur en troisième classe était à couloir central (avec deux paires de compartiments aux extrémités sur les Co). Après la nationalisation de l'OKB et la suppression de la 3e classe, les SJ réaménagent les BCo (devenues ABo) avec un salon de première classe remplaçant les banquettes en bois mais la partie deuxième classe déplacée dans les anciens compartiments ; les dernières finissent leur carrière commerciale en 1987. Trois BCo et une restaurant sont préservées, elles ont un temps roulé en livrée historique pour les Amis de l'Ostkustbanan ; la 51 a depuis été restaurée à nouveau en livrée SJ d'après-guerre par le musée national des chemins de fer.